# 威廉·史威特
威廉·史威特（1955年—）是加拿大哲學家，曾任加拿大哲學學會主席。

## 简历
史威特曾在加拿大、法国和德国学习政治学、神学和哲学。他在巴黎大学政治学院取得政治学硕士学位，在渥太华大学及圣保罗大学取得哲学博士学位。此外，他还曾在加拿大卡尔顿大学、曼尼托巴大学、德国柏林洪堡大学，以及法国巴黎的耶稣会神学院塞夫赫中心学习。
史威特的专业领域是政治哲学（特别是人权问题），宗教哲学（如科学技术对宗教的影响，及广义上对宗教认识论的影响），文化和传统与哲学思想的关系（特别是亚洲和西方哲学间的比较），19世纪末和20世纪初英美哲学（特别是分析哲学的起源和英国唯心主义），伦理学理论和应用伦理学（特别是跨文化伦理学），及雅克·马里顿哲学。

## 学术职务
史威特是圣佛朗西斯泽维尔大学哲学、神学与文化传统中心主任，渥太华研究生与博士后研究院教师，担任渥太华圣·保罗大学与多米尼加神哲学院研究生课程兼职教授。斯威特教授曾作为哲学教授与宗教研究教授，任教于加拿大新柏士威克费得瑞克顿的圣·托马斯大学，并于2007至2008年担任该校学术副校长（学术）。他还曾作为客座教授，访问波兰卢布林天主教大学、台北东吴大学、印度哲学神学与宗教法神学院以及普纳大学。

## 学术贡献
威廉·史威特教授主要研究现代哲学史，并以此作为资源和工具，诠释当代伦理学理论及应用伦理学、政治哲学、宗教哲学中的重要议题。威廉·斯威特教授早期的文章和首本著作主要论述了十九世纪末与二十世纪初的英国唯心主义哲学，而除此之外，他还发表了许多文章和译著，研究法国人格主义传统哲学，尤其是雅克·马利坦的研究。其近期的研究聚焦于二十世纪南非和印度的哲学论辩，以及跨文化哲学与传统文化融合所遇到的挑战。
威廉·史威特教授曾发表论文和著作，研究政治哲学领域的权利与义务。该议题大部分已成为历史性议题，切实而新颖地重新评估了诸如伯纳德·鲍桑葵和马里旦（斯威特教授认为马里旦涉猎了许多显著观点论证）等英国唯心主义学者。斯威特教授认为这些传统观念为自由但非个体主义的政治哲学打下了基础。在其编写的《英国唯心主义之道德、社会和政治哲学》（2009）一书中，史威特教授在引言里对唯心主义伦理学的积极理论进行了简短的阐释。近期，他也发表了诸多相关论文，捍卫广义的马里旦关于尊严与人权的观点。
威廉·史威特教授在宗教哲学领域颇有建树。他独立完成著作两本，合作完成著作一本，主编著作若干。斯威特教授曾师从D. Z. Phillips，主要研究宗教知识论与宗教信念的自然性。他认为，大部分英美传统中关于信念和理论的论战，都是基于意义与宗教信仰真理的假设，而这些假设可以追溯到十七世纪。斯威特教授认为，这些论战中的解释误传或误解了宗教信仰。如果能对宗教信仰进行更为准确的解释（这需要认识到宗教信仰之描述与表达特征），再结合广义的真理融贯论，则可以解释当代宗教哲学领域中的许多问题，如宗教与科学的关系问题。
威廉·史威特教授学术游历甚广，定期去东亚、印度和西欧开设讲座或授课。他是“价值和哲学研究基金会”国际项目、天主教哲学协会世界联盟和雅克·马里旦国际学会（担任荣誉会长）的主要负责人，主编《哲学、文化和传统学报》、《柯林伍德和英国唯心主义论》，还曾主编过《马里旦研究》（1994-2006）和《布莱德利研究》（2005）。
威廉·史威特教授的著作已被翻译为多国语言出版发行，包括西班牙语、中文、英语、法语、迦勒高语、德语、意大利语、波斯语、波兰语与越南语等。

## 主要出版物
- 自我关怀与生命意义（William Sweet with Cristal Huang）（华盛顿，DC，2015）
- 什么是跨文化哲学？（William Sweet ）（华盛顿，DC: CRVP，2015）
- 文化冲突与宗教，（William Sweet ）（华盛顿,，DC: CRVP， 2014）
- 被批判的思想：逆境之中哲学与科学的历史研究，（与Jonathan Lavery、Louis Groarke合著）（菲尔勒迪金森大学出版社，2013）
- 文化中的哲学（William Sweet 与Wonbin Park, George F. McLean, 及 Olivia Blanchette合著）（CRVP，2013）
- 迁移的文本和传统，（渥太华大学出版社，2012）
- 响应启蒙运动：基础、信念和社区的交流（与Hendrik Hart合著）（洛多皮，2012）
- 跨文化对话和人权（与Luigi Bonanate 和 Roberto Papini合著）（CRVP出版社，2011）
- 英国唯心主义传记百科（Continuum出版社，2010）
- 英国唯心主义者道德、社会及政治哲学（Imprint Academic ，2009）
- 反思全球化时代哲学的作用（与Pham Van Duc合作编辑）（2009）
- 文化传统的对话（与Tomonobu Imamichi, G.F. McLean等合作编辑）（2008）
- 宗教和科学挑战（与Richard Feist合作编辑）（阿什盖特出版公司，2007）
- 伯纳德·鲍桑葵与英国唯心主义的遗产（多伦多大学出版社，2007）
- 亚瑟·里奇·洛德作品汇编（与Errol E. Harris合作编辑），3 vols. （简介和主要传记）（2006）
- 宗教哲学[Vol. 8, 第二十一届世界哲学大学论文集，2003]（2006）
- 第二十一届世界哲学大学论文集，2003]（2006）
- 迈向形而上学之路（Kluwer/Springer, 2004）
- 早期英国唯心主义集，3 vols. （布里斯托尔: thoemmes出版社，2004）[与Carol A. Keene及 C. Tyler合作主编]
- 历史哲学：一次重新审视（阿什盖特出版社，2004）
- “攀登高山“：纪念George F. McLean教授之文章[与Hu Yeping合作编辑]
- 胡塞尔和斯坦（2003）[与Richard Feist合作编辑]
- 宗教，科学及非科学（2003）
- 宗教信仰：当代争论（2003）
- 哲学理论及人权世界宣言（2003）
- 伯纳德·鲍桑葵：哲学与社会政策论文，（1883-1922），3 vols. (包括简介和主要传记) (2003)
- 哲学、文化与多元主义（2002）
- 唯心主义，形而上学及共同体（2001）
- 英国唯心主义和美学（2001）
- 伯纳德·鲍桑葵“国家哲学理论及相关文章”（2001），（与Gerald F. Gaus合作编辑）
- 自然法则：理论与实践的反思，(Jacques Maritain ，2001; 修订版, 2003))
- 伦理的基础（2000）
- 伯纳德·鲍桑葵作品集，20 vols. (包括简介及主要传记) (1999)
- 唯心主义与权利：伯纳德·鲍桑葵政治思想中的人权社会本体论（1997；paperback, 2005）